# Jaroslav Jonas
Jaroslav Horáček (9. března 1937 Ostrava – 2023) byl český chemik a vysokoškolský pedagog, v letech 1992 až 1997 děkan Přírodovědecké fakulty Masarykovy univerzity (PřF MU). 
Narodil se v březnu 1937 v Ostravě. V roce 1960 absolvoval studium na Přírodovědecké fakultě Masarykovy univerzity. Po studiu krátce působil jako výzkumník v průmyslu, ale ještě v roce 1960 nastoupil na Katedru organické chemie své alma mater. V roce 1965 absolvoval studijní pobyt v Německu, v roce 1969 v Kanadě. V roce 1970 se habilitoval, ale docentem byl jmenován až po sametové revoluci v roce 1990. V roce 1991 se stal proděkanem PřF MU pro vědu a výzkum. V roce 1992 se stal profesorem pro obor organická chemie a téhož roku se stal také děkanem této fakulty. V lednu 1997 mu byla udělena Zlatá medaile MU.
Vedle svého působení na Masarykově univerzitě se angažoval také na VUT v Brně, kde v roce 1992 stál u obnovení Fakulty chemické. Za zásluhy o rozvoj této fakulty mu byla v listopadu 1999 rovněž udělena Zlatá medaile.